# 六爻神卦
六爻神卦為中國民間卜卦方式之一。通常之法則是：取三個有孔的古銅錢放入龜甲或竹筒。依序倒出六次，並記其銅板正反卦相。通常依其銅板年號為正，兩正一負為陽，兩負一正為陰，三正為老陰，三負為老陽。六回倒出之卦相加兩次變爻取為完整八卦，卜卦者依八卦卦相斷吉凶。